# Grgelj
Grgelj je naselje v Občini Kostel.